# Romersbach (Umlach)
Der Romersbach ist ein Fließgewässer bei Eberhardzell.

## Name
Der östliche Oberlauf des Romersbachs sowie der Abschnitt von der Vereinigung mit dem westlichen Oberlaufs bis Dietenwengen werden lokal auch als Dietenwenger Bach bezeichnet. Der westliche Oberlauf trägt hingegen ausschließlich den amtlichen Namen Romersbach.

## Lage
Der Romersbach liegt politisch auf der Gemarkung Eberhardzell im Landkreis Biberach, Regierungsbezirk Tübingen, Baden-Württemberg. Geografisch erstreckt sich sein Gebiet zwischen den Ortschaften Eberhardzell, Füramoos und Dietenwengen.
Er ist Teil des Naturraums Riß-Aitrach-Platten (Nr. 41), welcher zur Großlandschaft der Donau-Iller-Lech-Platte (Nr. 4) gehört.
Das 10,479 km2 große Einzugsgebiet des Romersbach grenzt im Norden an das der Dürnach, im Osten an das der Rottum und im Süden sowie im Westen an das Einzugsgebiet der Umlach, in welche der Romersbach auch mündet.

## Verlauf
Der Östliche Oberlauf des Romersbach entspringt etwa 600 m nordwestlich von Füramoos am Waldrand des Braunenmoos er folgt dem Waldrand nach Norden bis zur K 7568 fließt an ihr weiter, bis er sich mit dem Westlichen Oberlauf verbindet.
Der Westliche Oberlauf des Romersbach entspringt etwa 250 Meter nördlich des Evahofs und 250 Meter westlich des Braunenhofs. Zunächst fließt er grob nördlich durch die Wälder Braunenmoos und Geländ.
Südlich der Kreisstraße K 7568 macht verbinden sich die beiden Oberläufe an der Straße und folgen dieser in einer kleinen Baumreihe bis kurz vor Dietenwengen. Dort biegt er nach Westen ab, fließt durch einen kleinen Weiher und anschließend nördlich der südlichsten Gebäude durch den Weiler Dietenwengen.
Danach folgt er der K 7568 wieder bis zum Weiler Allgaierhof. Anschließend schlängelt sich der Bach durch eine Lücke zwischen zwei kleinen Seen. Am Ortseingang von Eberhardzell, im Bereich der Gewerbehalle, biegt er nach Norden in Richtung der Landesstraße L 307 ab. Nun fließt der Romersbach östlich an den Fußballplätzen vorbei und mündet nach einem letzten Bogen um die Tennisplätze etwa 30 Meter südwestlich des Klärwerks in die Umlach.

## Zuflüsse & Seen
Im Verlauf des Romersbach sind mehrere kleine Seen und 2 kleine zuflüsse:
- NN-RHS: Ein See mit einer Fläche von 0,3391 Hektar, bei Dietenwengen[6]
- Bühlriedgraben: Ein 864 Meter langer Bach, bei Dietenwengen[7]
- NN-VU6: Ein 791 Meter langer Bach, der nördlich von Hedelberg[8]
- NN-FHJ: Ein See mit einer Fläche von 0,1102 Hektar, am Ortseingang von Eberhardzell[9]
- NN-ZRW: Ein See mit einer Fläche von 0,1077 Hektar, am Ortseingang von Eberhardzell[9]

## Biotope

### Bach NW Füramoos
Das Biotop Bach NW Füramoos bei Füramoos ist ein 0,3012 Hektar großer, naturnaher Bachabschnitt. Der Dietenwenger Bach ist hier 0,5 bis 1 Meter breit, hat ein geringes Gefälle und eine lehmig-kiesige Sohle; es führt klares, langsam fließendes Wasser, und fällt zeitweise trocken. Umgeben von eschenreichen Laubmischwäldern, die jedoch keinen typischen Auenwaldcharakter aufweisen, ist dieses Biotop als naturnaher Abschnitt eines Flachlandbachs nach dem BNatSchG geschützt.

### Gehölzstreifen SO Dietenwengen
Das Biotop Gehölzstreifen SO Dietenwengen ist ein langgezogener, bis zu 40 Meter breiter Gehölzstreifen an einem Südhang bei Dietenwengen. Es besteht aus alten Eichen, Buchen und Hainbuchen, mit jüngeren Eschen im Osten und einer dichten Haselstrauchschicht.
Entlang des Südrands fließt der begradigte Romersbach mit Hochstaudenvegetation. Das Biotop ist hauptsächlich ein Feldgehölz (99 %, 0,9350 ha), geschützt nach dem Naturschutzgesetz. Ein kleiner Teil (1 %, 0,0094 ha) ist eine Hochstaudenflur quelliger, sumpfiger Standorte und als Sumpf nach dem BNatSchG geschützt.

### Naturnaher Bachabschnitt südöstlich Dietenwengen
Das Biotop Naturnaher Bachabschnitt südöstlich Dietenwengen bei Dietenwengen ist ein 0,0365 Hektar großes, ökologisch wertvolles Gebiet. Es umfasst einen leicht mäandrierenden Bach, der durch ein Großseggenried fließt und in einen nahegelegenen Teich mündet.
Das Biotop ist als Gebiet mit ökologischer Ausgleichsfunktion eingestuft und vollständig als naturnaher Bachabschnitt klassifiziert. Es ist gemäß dem Bundesnaturschutzgesetz (BNatSchG) als natürlicher oder naturnaher Bereich fließender Binnengewässer inklusive ihrer Ufervegetation geschützt.

### Teich am Ortsrand südlich Dietenwengen
Das Biotop Teich am Ortsrand südlich Dietenwengen ist ein großer, landschaftsprägender Teich, der sich am südlichen Ortsrand von Dietenwengen befindet. Er verfügt über einen Mönch im Westen zur Regulierung des Wasserstands.
Besonders auffällig ist die flächige Großseggenverlandung im Bereich des Bachzuflusses im Osten. Entlang der restlichen Steiluferbereiche findet sich ein schmaler, linienhafter Röhricht- und Seggensaum, in dem vereinzelt auch Rohrkolben und Sumpfsegge wachsen. Ein spärlicher Schwimmblattgürtel mit Laichkraut ergänzt die vielfältige Vegetation dieses Teiches.

### Rohrkolbenröhricht südöstlich Hedelberg
Das Biotop Rohrkolbenröhricht südöstlich Hedelberg ist ein kleines, aber ökologisch wichtiges Gebiet von 0,0069 Hektar bei Hedelberg. Es handelt sich um ein dichtes Rohrkolbenröhricht in einem verlandeten Fischteich.
Das Biotop ist als Gebiet mit ökologischer Ausgleichsfunktion eingestuft. Es besteht zu 100 % aus Rohrkolben-Röhricht und wird gleichzeitig als Verlandungsbereich eines naturnahen Sees, Weihers oder Teiches klassifiziert. Beide Biotoptypen sind nach dem Bundesnaturschutzgesetz (BNatSchG) als natürliche oder naturnahe Bereiche stehender Binnengewässer einschließlich ihrer Ufervegetation geschützt.

### Romersbach zwischen Allgaierhof und Hedelberg
Das Biotop „Romersbach zwischen Allgaierhof und Hedelberg“ bei Hedelberg ist ein geschütztes Gebiet von 0,6724 Hektar mit ökologischer Ausgleichsfunktion. Es umfasst drei naturnahe Abschnitte des Romersbaches.
Der westliche Bereich zeichnet sich durch eine Talaue mit mäandrierendem Bachlauf und schmalem Erlen-Bachauwald aus, angrenzend an eine Nasswiese. Der mittlere Abschnitt ist ein sporadisch wasserführender Bereich parallel zu einem ausgebauten Bachlauf, mit angrenzendem Landschilfröhricht. Der östliche Bereich ist ein etwa 100 Meter langer naturnaher Bachabschnitt mit lichtem Gehölzsaum.
Das Biotop ist zu 100 % als naturnaher Abschnitt eines Flachlandbachs nach BNatSchG geschützt. Zusätzlich sind 70 % als Auwald der Bäche und kleinen Flüsse und 2 % als Land-Schilfröhricht geschützt. Hauptbeeinträchtigungen sind der naturferne Ausbau des Bachlaufes und fehlende Pufferstreifen zur Landwirtschaft.

### Romersbach NO Eberhardzell (2)
Das Biotop Romersbach NO Eberhardzell (2) bei Hedelberg ist ein geschütztes Fließgewässer-Biotop von 0,4083 Hektar Größe. Es umfasst naturnahe, waldrandbegleitende Abschnitte des Romersbaches.
Der bis zu 3 Meter breite Bach weist ein geringes Gefälle auf und hat eine kiesige Sohle. Er wird von einem galeriewaldartigen Auewaldstreifen aus Schwarzerlen gesäum, wobei der Mittelteil ohne Auewald ist und stattdessen Hochstaudenfluren aufweist. Einzelne Fließ- und Sickerquellen speisen den Bach von der Waldseite.
Das Biotop besteht aus verschiedenen geschützten Biotoptypen: Hauptsächlich naturnaher Abschnitt eines Flachlandbachs (80 %), gewässerbegleitender Auwaldstreifen (50 %), naturnahe Quelle (1 %), Sickerquelle (1 %) und gewässerbegleitende Hochstaudenflur (1 %). Alle diese Typen sind nach dem Bundesnaturschutzgesetz (BNatSchG) geschützt.

### Buchenwald NW Hedelberg
Das Biotop Buchenwald NW Hedelberg ist ein 0,5566 Hektar großer, naturnaher Buchenwald auf einem steilen Südhang bei Hedelberg. Er besteht überwiegend aus Hainsimsen-Buchen-Wald (80 %) und geht im Westen in Waldmeister-Buchen-Wald (20 %) über. Beide sind als regional seltene, naturnahe Waldgesellschaften nach § 30a LWaldG geschützt.
Besonderheiten sind Winterschachtelhalm-Fluren, Totholz von Fichten und ein kleiner Nagelfluh-Aufschluss, der als natürliche offene Felsbildung (1 %) nach BNatSchG geschützt ist.

### Romersbach NO Eberhardzell (1)
Das Biotop Romersbach NO Eberhardzell (1) bei Hedelberg ist ein Fließgewässer-Biotop von 0,5324 Hektar, das 2015 erfasst wurde. Es handelt sich um einen bis zu 3 Meter breiten Bach mit geringem Gefälle und einem gestreckten bis leicht geschlängelten Verlauf. Die Ufer sind vorwiegend steil und die Sohle ist kiesig bis sandig. Das Wasser ist mäßig verschmutzt (Algen) und weist keine flutende Vegetation auf.
Der Bach wird von inhomogenen Wäldern aus Esche, Erle, Fichte und Buche begleitet. Nur kleinflächig sind Fragmente typischer Auwälder, vorwiegend im Nordosten nördlich des Baches, ausgebildet. Eine Beeinträchtigung besteht darin, dass Fichten die typische Bachbegleitvegetation verdrängen, was als mittlere Beeinträchtigung durch expansive Pflanzenarten eingestuft wird.
Das Biotop ist zu 95 % als naturnaher Abschnitt eines Flachlandbachs geschützt, was 0,5058 Hektar entspricht. Die restlichen 10 % (0,0532 Hektar) sind als Schwarzerlen-Eschen-Wald klassifiziert und ebenfalls nach dem Bundesnaturschutzgesetz (BNatSchG) als Auwälder geschützt. Dieser Teil entspricht dem Lebensraumtyp Auenwälder mit Erle, Esche, Weide und weist ebenfalls eine mittlere Beeinträchtigung durch expansive Pflanzenarten (Fichten) auf.

### Buchenwald Lichtenberg W Hedelberg (2)
Das Biotop Buchenwald Lichtenberg W Hedelberg (2) bei Hedelberg ist ein 5,0572 Hektar großer, naturnaher Hainsimsen-Buchenwald auf steilen, verhagerten Nordwesthängen. Der Wald besteht aus Buchen-Baumholz mit Anteilen von Fichte, Kiefer und Tanne sowie viel Naturverjüngung.
Die Bodenvegetation ist typisch mit Weißer Hainsimse und Moosen, teils auch mit Arten des Waldmeister-Buchenwaldes. Das Biotop ist zu 100 % als Hainsimsen-Buchen-Wald nach § 30a LWaldG als regional seltene, naturnahe Waldgesellschaft geschützt.

### Romersbach NO Eberhardzell (2)
Das Biotop Romersbach NO Eberhardzell (2), ist ein geschütztes Fließgewässer-Biotop mit einer Größe von 0,4083 Hektar. Es umfasst naturnahe Abschnitte des Romersbachs, die entlang des Waldrands verlaufen.
Der Romersbach ist hier bis zu 3 Meter breit, weist ein geringes Gefälle auf und hat eine kiesige Sohle. Sein Verlauf ist gestreckt bis leicht geschlängelt, wobei die Ufer vorwiegend steil sind. Das Wasser zeigt Algenwachstum, aber keine flutende Unterwasservegetation. Der Bach wird abschnittsweise von einem galeriewaldartigen Auewaldstreifen aus Schwarzerlen begleitet. In Bereichen ohne Auwald finden sich kleine Hochstaudenfluren mit Arten wie Berg-Kälberkropf und Eisenhutblättrigem Hahnenfuß. Von der Waldseite fließen zudem einzelne Fließ- und Sickerquellen zu.
Dieses Biotop besteht aus mehreren geschützten Biotoptypen: Zu 80 % ist es ein naturnaher Abschnitt eines Flachlandbachs. Ein signifikanter Anteil (50 %) sind gewässerbegleitende Auwaldstreifen, und jeweils 1 % machen naturnahe Quellen, Sickerquellen und gewässerbegleitende Hochstaudenfluren aus. Alle diese Bereiche sind gemäß dem Bundesnaturschutzgesetz (BNatSchG) geschützt, was die hohe ökologische Wertigkeit dieses Lebensraumes unterstreicht.

### Nasswiese am 'Romersbach' östlich Eberhardzell
Das Biotop Nasswiese am 'Romersbach' östlich Eberhardzell ist ein 0,7795 Hektar großes, ökologisch wichtiges Feuchtgebiet bei Eberhardzell. Es grenzt direkt an den Romersbach und beinhaltet eine seltene Pflanzen- und Biotopgemeinschaft, darunter Nasswiesen (97 %) und Kammseggen-Ried (3 %).
Charakteristisch ist das flächige Vorkommen von Wasser-Greiskraut (Senecio aqaticus). Beide Biotoptypen sind nach dem Bundesnaturschutzgesetz (BNatSchG) geschützt.

### Naßwiese am Romersbach westlich Eberhardzell
Das Biotop Nasswiese am Romersbach westlich Eberhardzell ist ein 0,0740 Hektar großer, geschützter Nasswiesensaum am Ortsrand von Eberhardzell. Es liegt direkt am Südrand des Romersbachs (Biotop Nr. 7925-426-0005) im Bachauebereich.
Das Biotop ist zu 100 % als Nasswiese klassifiziert und erfüllt eine wichtige ökologische Ausgleichsfunktion. Es ist nach dem Bundesnaturschutzgesetz (BNatSchG) als seggen- und binsenreiche Nasswiese geschützt.

### 'Romersbach' südwestlich Eberhardzell
Am Ortseingang von Eberhardzell befindet sich das Biotop 'Romersbach' südwestlich Eberhardzell, ein 0,2235 Hektar großes Biotop, das eine wichtige ökologische Ausgleichsfunktion besitzt. Es umfasst einen etwa 1,5 Meter breiten, mäandrierenden Bachlauf.
Der Bach wird von einem schmalen und lückigen, meist einreihig ausgeprägten Erlen-Bachauwald begleitet.
Das Biotop ist zu 100 % als naturnaher Abschnitt eines Flachlandbachs klassifiziert und nach dem Bundesnaturschutzgesetz (BNatSchG) als natürlicher oder naturnaher Bereich fließender Binnengewässer einschließlich ihrer Ufervegetation geschützt. Zusätzlich sind 40 % der Fläche (0,0894 Hektar) als Auwald der Bäche und kleinen Flüsse ausgewiesen und ebenfalls nach BNatSchG als Auwälder geschützt.

### Naturnaher Abschnitt des Romersbaches NO Eberhardzell
Geschütztes Gewässer am Sportplatz Das Biotop Naturnaher Abschnitt des Romersbaches NO Eberhardzell in Eberhardzell ist ein 0,3793 Hektar großer, naturnaher Bachlauf mit klarem Wasser und kiesig-sandiger Sohle. Trotz der Nähe zu den Sportanlagen und dem damit verbundenen Erholungsdruck behält der Bach seine Qualität bei.
Meist einseitig von einem dichten Gehölzsaum aus Erlen und Silberweiden begleitet, ist dieses Biotop zu 100 % als naturnaher Bachabschnitt nach dem Bundesnaturschutzgesetz (BNatSchG) geschützt. Zusätzlich sind 70 % der Fläche als Auwald der Bäche und kleinen Flüsse ausgewiesen, was die ökologische Bedeutung dieses Gebiets unterstreicht.